# Kościół św. Małgorzaty w Łobdowie
Kościół świętej Małgorzaty w Łobdowie – rzymskokatolicki kościół parafialny należący do parafii pod tym samym wezwaniem (dekanat Golub diecezji toruńskiej).
Jest to świątynia wzniesiona w 1. połowie XIV wieku, w 1665 roku została wyremontowana po zniszczeniach, od 1789 roku była kościołem filialnym, natomiast od 1835 roku ponownie parafialnym. Być może w 1665 roku wnętrze zostało nakryte pozornym sklepieniem kolebkowym, natomiast w XVI wieku został odbudowany narożnik północno-zachodniej wieży i wzmocniony skarpą.
Do zabytkowego wyposażenia budowli należą: kropielnice granitowe z okresu średniowiecza (duża i mała), krucyfiks w stylu późnogotyckim z 2. ćwierci XVI wieku, późnorenesansowy ołtarz główny z początku XVII stulecia, krucyfiksy i rzeźba anioła z końca XVII stulecia. Oprócz tego można wyróżnić: chór muzyczny z XVIII wieku, dwa konfesjonały i ławy, ołtarze boczne (prawy Matki Bożej Szkaplerznej i lewy Jana z Łobdowa) z początku XVIII stulecia. W 2. połowie XVIII wieku powstały rzeźby Michała Archanioła i nie ustalonego świętego. Z kolei, w 1. połowie XVIII wieku zostały wykonane rzeźby Chrystusa Zmartwychwstałego i św. Biskupa. Pod koniec XVIII wieku powstały chrzcielnica, skrzynia w stylu rokokowym oraz drewniany kartusz. Ambona jest przykładem stylu neorenesansowego (2. połowa XIX wieku), a prospekt organowy w stylu neobarokowym pochodzi z przełomu XIX i XX wieku, prospekt jest ozdobiony dodatkami z 1. połowy XVIII wieku (ich autorem jest P. Voelkner z Bydgoszczy, natomiast budowniczym prospektu była firma A. Terletzki Inh. Ed. Wittek z Elbląga). Cynowe świeczniki ołtarzowe pochodzą z XVIII wieku. Dzwon odlany został w 1816 roku przez Jana Meyera w Gdańsku, a ufundowali go Józef Szymański, Augustyn Gregorowicz i Jan Wrzesiński.